# 126 Веледа
126 Веледа (енгл. 126 Velleda) је астероид главног астероидног појаса са пречником од приближно 44,82 km.
Афел астероида је на удаљености од 2,695 астрономских јединица (АЈ) од Сунца, а перихел на 2,181 АЈ.
Ексцентрицитет орбите износи 0,105, инклинација (нагиб) орбите у односу на раван еклиптике 2,924 степени, а орбитални период износи 1390,840 дана (3,807 године).
Апсолутна магнитуда астероида је 9,27 а геометријски албедо 0,172.
Астероид је откривен 5. новембра 1872. године.